# Myiodynastes hemichrysus
Myiodynastes hemichrysus е вид птица от семейство Tyrannidae.

## Разпространение
Видът е разпространен в Коста Рика и Панама.